# Egri László (színművész, 1908–1967)
Egri László (Budapest, 1908. március 2. – Budapest, 1967. március 29.) magyar színművész.

## Élete
A két világháború között külföldön élt, Párizsban és Dél-Amerikában. 1945 után különböző pesti színházakban szerepelt elsősorban epizódszerepekben. 1954-től haláláig a Vidám Színpad művésze volt. Humora jó megfigyelőkészséggel és kulturált ábrázolásmóddal párosult. Több kabaréban szerepelt. 

## Fontosabb szerepei
- 120 éven aluliaknak – F.Sz. Guzliczer
- Királyhegyi Pál: Könnyű kis gyilkosság – Házidetektív